# 劉翊聖
劉翊聖（？—？），山西介休縣人，清朝政治人物。
順治二年（1645年）壬辰科山西鄉試中舉。順治九年（1652年），登進士，授直隸新安縣知縣。歷官延安府推官。